# Bhoutan aux Jeux paralympiques
Le Bhoutan a participé deux fois aux Jeux Paralympiques, aux Jeux d’Été de 2020 et de 2024. Le pays n'a jamais participé aux Jeux d'Hiver.
Les athlètes des délégations bhoutanaises n'ont jamais remportés de médailles, par conséquent le pays n'est pas classé au tableau des médailles paralympiques par nation

## Jeux paralympiques d'été de 2020
Lors de cette édition, trois athlètes bhoutanais sont qualifiés.
En athlétisme, Gyeltshen Gyeltshen et Chimi Dema participent respectivement au concours masculin et féminin du lancer du poids F40 (personnes atteintes de nanisme).
En tir à l'arc, Pema Rigsel participe à la conpétiton en arc recurve, dans la catégorie W2 (athlètes en fauteuil roulant ayant le plein exercice de leurs bras).

## Jeux paralympiques d'été de 2024
Lors de cette édition, seule une athlète est qualifiée. Il s'agit de Kinley Dem, qui participe au concours féminin en tir R2 (10m carabine à air comprimé debout femmes), dans la catégorie SH1 (athlètes capables de porter le pistolet ou la carabine).